# Mozos de Escuadra
La Policía de la Generalidad-Mozos de Escuadra (PG-ME; oficialmente y en catalán: Policia de la Generalitat-Mossos d'Esquadra), es la policía autonómica de Cataluña, siendo parte de las fuerzas y cuerpos de seguridad, refundada, como cuerpo policial con competencias de policía integral, en 1983 por el Parlamento de Cataluña mediante la Ley 19/1983, de 14 de julio, por la que se crea la Policía Autonómica de la Generalidad de Cataluña.

## Historia
Sus orígenes se remontan al siglo XVIII, bajo el reinado de Felipe V, en concreto mediante la Real Orden del 21 de abril de 1719. Fueron creados por la administración borbónica como Escuadras de Paisanos Armados durante el conflicto internacional que asoló Europa conocido con el nombre de la Guerra de la Cuádruple Alianza. Sus principales funciones consistieron en contener el inminente avance francés y en acabar con los reductos de migueletes partidarios del Archiduque Carlos. Disponían de un reglamento orgánico propio desde el 8 de junio de 1719. Se crean, desde sus orígenes, como un cuerpo policial de naturaleza civil, seguramente uno de los más antiguos del mundo, con características de este tipo de institución: eran profesionales, retribuidos, jerarquizados, coordinados y con funciones de policía judicial (dependencia de los tribunales y de la Real Audiencia). Estos cuerpos fueron legalizados por un real decreto del Capitán General de Cataluña datado el 24 de diciembre de 1721. En 1868 fueron disueltos por el general Prim, por su carácter tradicional y borbónico, siendo él más partidario de la Guardia Civil. Sin embargo, pocos años después, con la Restauración Borbónica, serían restablecidos por el Rey Alfonso XII —1874—.
En 1932, durante la Segunda República, pasaron a depender de la Generalidad de Cataluña. A lo largo de los años, este cuerpo de policía ha pasado por varias vicisitudes, como la detención de parte de sus efectivos durante la Proclamación del Estado Catalán en octubre de 1934. Los Mozos de Escuadra fueron suprimidos en 1939 por el bando nacional, tras la Guerra civil. 
Trece años más tarde, el 23 de enero de 1952, el general Franco restableció los Mozos de Escuadra mediante un decreto del Ministerio de la Gobernación, por su “reconocido carácter borbónico, conservador y tradicional de la sociedad catalana”, autorizando a la Diputación Provincial de Barcelona la organización de una «sección de Mozos de Escuadra», de disciplina militar y cuyo cometido consistía en la vigilancia de los inmuebles de la Diputación. 

### Etapa reciente
En 1980 los Mozos de Escuadra fueron transferidos a la Generalidad de Cataluña. En 1983 el Parlamento de Cataluña, al amparo de lo dispuesto en la Constitución Española y el artículo 13 del Estatuto de Autonomía de Cataluña, aprobaba la ley mediante la cual se creaba la Policía autonómica catalana. Para ello se tomó como núcleo original al ya existente Cuerpo de Mozos de Escuadra, cuya denominación también adoptaron.
En 1994 empezó un proceso de sustitución del Cuerpo Nacional de Policía y de la Guardia Civil en las funciones de orden público, seguridad ciudadana y tráfico, quedando estos dedicados a tareas relativas a competencias exclusivas del Estado, como la expedición de los documentos oficiales de identidad, la inmigración o el control de fronteras entre otros.
Cientos de policías nacionales y guardias civiles se incorporaron al cuerpo de los Mozos de Escuadra en el momento del traspaso de competencias. De hecho, el Mayor Joan Unió, jefe de los Mozos entre 1994 y 2007, fue policía nacional durante 22 años antes de incorporarse a los Mozos. La primera competencia del cuerpo de los Mozos en todo el territorio de Cataluña fue la de Tráfico y fue asumida íntegramente el 1 de diciembre de 2000, de cuya primera plantilla se reservó el 15% a guardias civiles de Tráfico.
Desde el 1 de noviembre de 2005, los Mozos de Escuadra tienen la plena competencia en la ciudad de Barcelona y el 1 de noviembre de 2008 se culminó su despliegue en las Tierras del Ebro y el Campo de Tarragona en materia de seguridad ciudadana, asumiendo así toda Cataluña, con más de catorce mil agentes distribuidos en nueve regiones policiales.

## Acceso
Para el ingreso en el cuerpo de los Mozos de Escuadra deben reunirse una serie de requisitos:
- Tener la nacionalidad española que establece la legislación vigente.
- Tener 18 años de edad y no superar la edad establecida para la jubilación forzosa.
- Disponer del título de Bachillerato, de Técnico u otro equivalente o superior. Si se trata de un título obtenido en el extranjero, es necesario disponer de la homologación correspondiente del órgano competente.
- Tener un índice de masa corporal de Quetelet entre 18,5 y 30, de acuerdo con lo establecido en la convocatoria.
- No estar incluido en ninguna causa de exclusión médica de las que consten en la convocatoria.
- Acreditar un C1 de catalán, o realizar la prueba correspondiente en el proceso selectivo.
- Disponer del permiso tipo B de conducir.
- Compromiso de portar armas mediante una declaración jurada.
- No tener antecedentes penales, ni hallarse en inhabilitación absoluta o especial para empleos o cargos públicos por resolución judicial firme.
- No haber sido separado mediante expediente disciplinario del servicio de cualquiera de las Administraciones Públicas o de los órganos constitucionales o estatutarios de las comunidades autónomas.
- Haber satisfecho la tasa de inscripción.

Además, requiere de la superación de un examen teórico, un test psicotécnico y una serie de pruebas físicas. 

### Examen
La prueba de conocimientos que hay que superar para ingresar en los Mozos de Escuadra consiste en:
- Examen de 30 preguntas tipo test.
- De no disponer de un nivel C1 de catalán, hay que superar una prueba de idioma.
- 80 preguntas tipo test en las que se evalúa el razonamiento abstracto y espacial y las aptitudes numérica, verbal y perceptiva.
- Una prueba de carácter opcional para demostrar competencias en un idioma extranjero.

### Pruebas físicas
Las pruebas físicas para acceder a los Mozos de Escuadra varían en función del sexo del candidato.Sin embargo, hay una serie de categorías de pruebas físicas que siempre se repiten:
- Circuito de agilidad.
- Press de banca.
- Course Navette.

## Formación

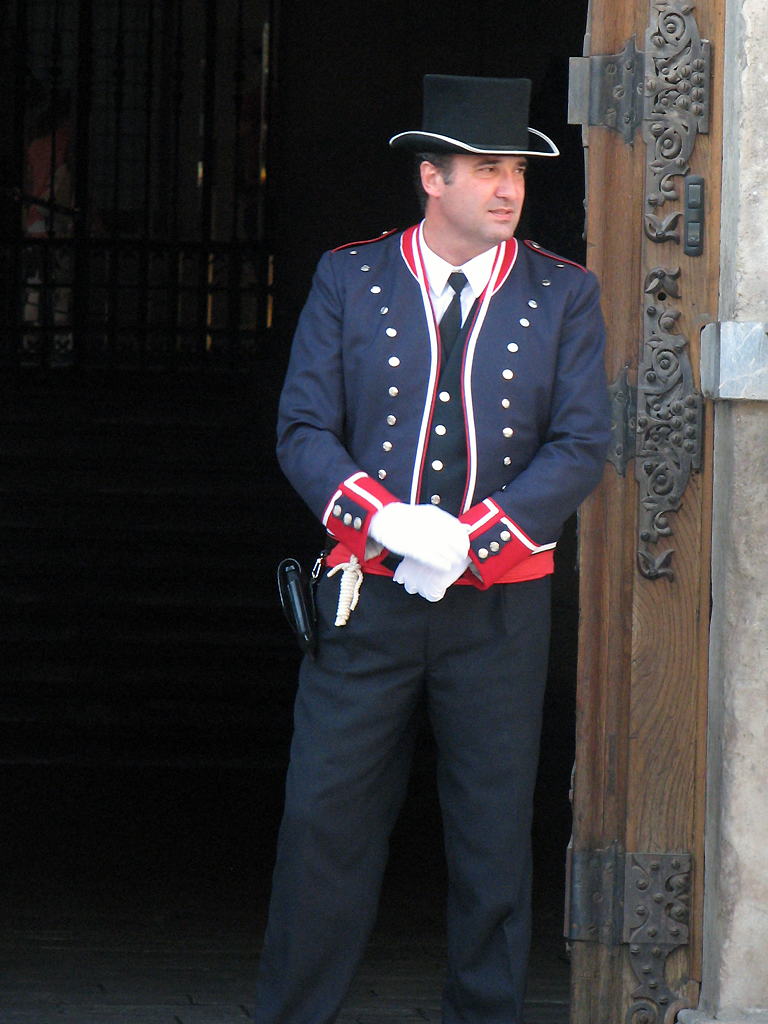
Agente con uniforme de gala

La formación se realiza en el Instituto de Seguridad Pública de Cataluña (establecido en la LEY 10/2007, de 30 de julio) ubicada en la localidad de Mollet del Vallés (Barcelona) anteriormente era conocida como Escuela de Policía de Cataluña o E.P.C (el cambio de nombre se debe a que desarrollan su formación en este centro agentes rurales, funcionarios de prisiones, bomberos, seguridad privada, agentes forestales, además de los Mozos de Escuadra, Policías Locales y Policías Portuarias).
Los aspirantes deben superar el Curso de Formación Básica, que tiene una duración de nueve meses (alrededor de un 10 % no lo consigue, ya que continúan en fase de selección)[cita requerida] durante este tiempo en la academia reciben formación en derecho penal, derecho administrativo, conocimiento del territorio, catalán, tiro, educación física, defensa personal, sistemas de seguridad, derechos humanos, etc. Una vez superada la etapa académica, y desde 1999 (XII promoción), los alumnos deben realizar un mínimo de doce meses de prácticas evaluables, trabajando ya no como aspirantes a Mozos, sino como funcionarios en prácticas.

## Graduaciones en los Mozos de Escuadra
- Mayor / Major
- Comisario / Comissari
- Intendente / Intendent
- Inspector / Inspector
- Subinspector /  Sotsinspector
- Sargento / Sergent
- Cabo / Caporal
- Agente / Agent

| Escala     | Rango        | Divisa | Puede estar al mando de                   |
| ---------- | ------------ | ------ | ----------------------------------------- |
| Superior   | Comisario    | \|\|X  | Comisarías generales, divisiones/regiones |
| Superior   | Intendente   | \|\|<  | Divisiones/regiones, áreas                |
| Ejecutiva  | Inspector    | \|<    | Áreas                                     |
| Intermedia | Subinspector | <<<    | Áreas, unidades                           |
| Intermedia | Sargento     | <<     | Unidades, grupos                          |
| Básica     | Cabo         | <      | Grupos                                    |
| Básica     | Agente       |        |                                           |

| Graduación | Agente       | Cabo | Sargento | Subinspector | Inspector | Intendente | Comisario | Mayor |
| Insignia   | Sin insignia |      |          |              |           |            |           |       |

## Especializaciones

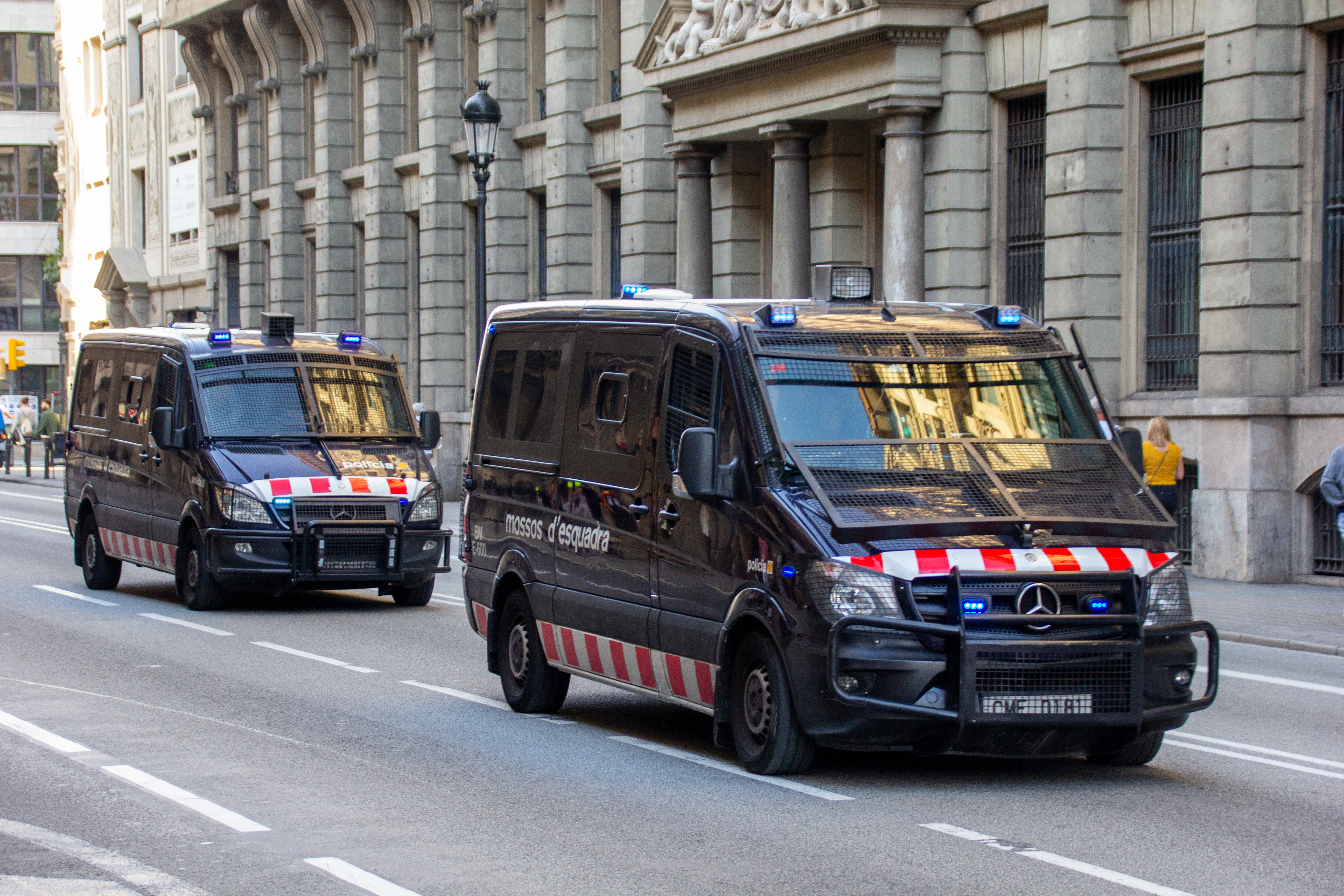
Furgones de la BRIMO, unidad especializada en el orden público

CGIC. Comisaría General de Investigación Criminal – Dispone de recursos humanos y materiales propios dedicados a la investigación especializada y a la dirección técnica de las investigaciones llevadas a cabo por las unidades centrales de investigación. De ella dependen también las UTI, Unidades Territoriales de Investigación, habiendo una para cada una de las siete regiones policiales.

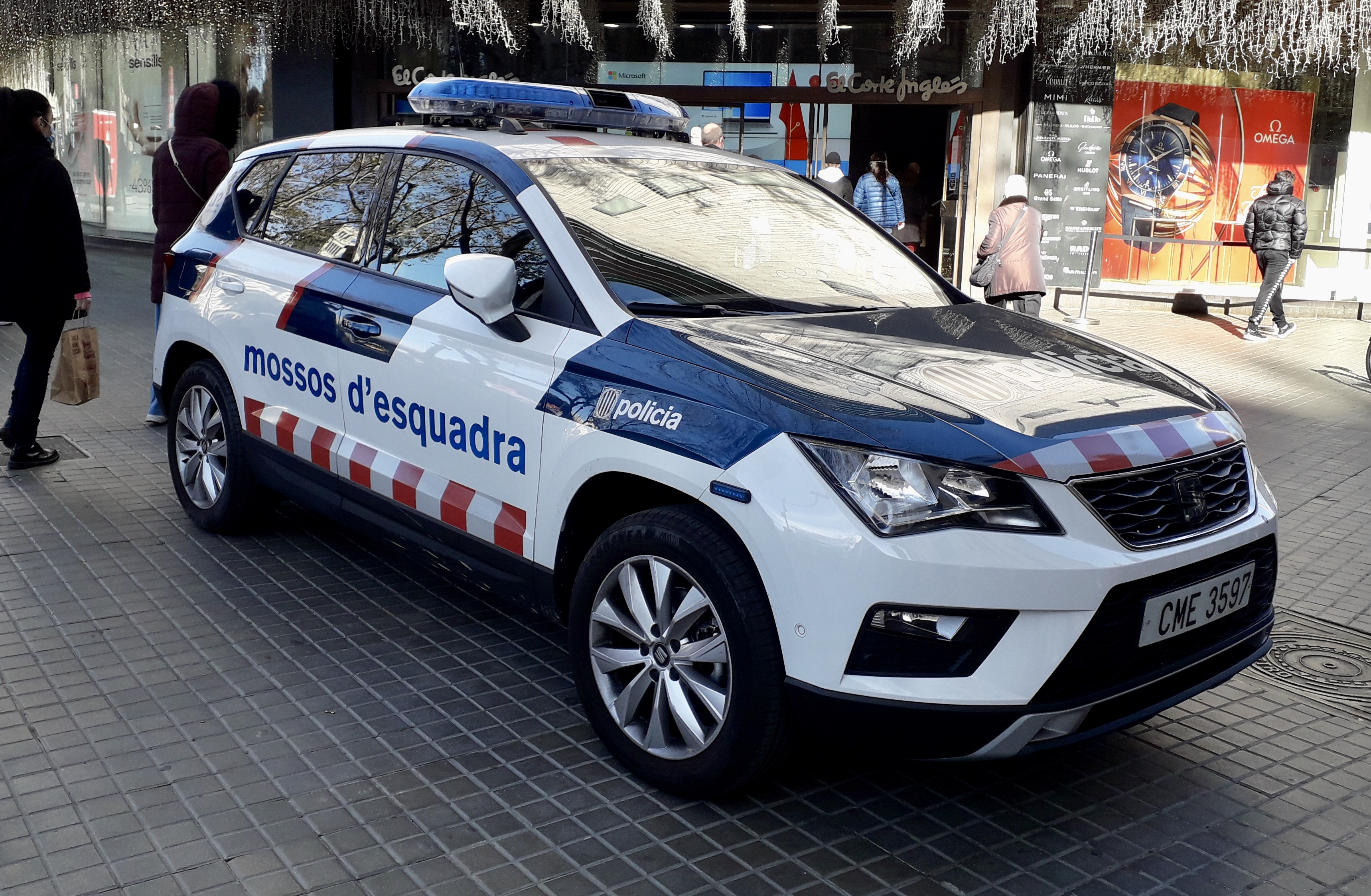
Unidad móvil de Seguridad Ciudadana de los Mozos de Escuadra.

CGRO. Comisaría General de Recursos Operativos – Dispone de recursos humanos y materiales propios con los que da apoyo en tareas muy específicas y especializadas a las Regiones Policiales RP y a las Áreas Básicas Policiales ABP, está dividida en varios niveles englobando las siguientes unidades:
- AE. Área de Escoltas (protección de personalidades)

### División de intervención

Mapa con las distintas policías de España.
- Grisáceo: CC.AA. sin U.A. (Unidades Adscritas) o sin policía independiente del CNP.
- Naranja claro: CC.AA. en proceso de obtención de una U.A. del CNP.
- Naranja medio: CC.AA. con U.A. del CNP.
- Naranja oscuro: CC.AA. con una policía independiente al CNP.

- GEI. Grupo Especial de Intervención (especializada en actuaciones de riesgo alto de violencia armada; asaltos en viviendas/edificios o intervenciones antiterroristas)
- ABM. Área de Brigada Móvil (especializada en el orden público de grandes concentraciones y actuaciones con un riesgo medio de violencia armada, como entradas en viviendas/edificios o controles antiterroristas en vías de comunicación)

### División de Apoyo Operativo
- TEDAX (desactivación de explosivos)
- Unidad de Subsuelo (inspección alcantarillado y pasadizos subterráneos, entre otras tareas)
- Unidad Canina (búsqueda personas, drogas y explosivos)
- UAS (Unidad de Actividades Subacuáticas).
- UMA (Unidad de Medios Aéreos). Actualmente en ampliación y asignación de nuevos cometidos

RP. Región Policial -El territorio catalán está dividido en 9 regiones policiales RP, (RP Gerona, RP Central, RP Pirineo Occidental, RP Poniente, RP Campo de Tarragona, RP Tierras del Ebro y la RP Metropolitana (subdividida esta última, por su alta concentración urbana y demográfica, en: RP Metropolitana Norte, Metropolitana Sur y Metropolitana Barcelona) desde estas comisarías regionales se coordina y se da apoyo a las ABP que hay en sus respectivos territorios con las unidades siguientes:
- ART. Área Regional de Tráfico (vigilancia, control, disciplina y regulación del tráfico en vías interurbanas, entre otras funciones)
- ARRO. Área Regional de Recursos Operativos (apoyo a las ABP en aquellas labores de seguridad ciudadana y orden público que requieran una especialización adecuada a sus recursos, prevención y protección del medio ambiente y la planificación y ejecución de dispositivos de prevención y seguridad de ámbito regional)
- SRC. Sala Regional de Mando (coordinación de las salas de mando de las ABP en aquellas actuaciones relevantes)
- URMA. Unidad Regional de Medio Ambiente
- URPA. Unidad Regional de Policía Administrativa (inspección e investigación de ilícitos administrativos)
- URPAC. Unidad Regional de Proximidad y Atención al Ciudadano (Coordinación y supervisión de las OAC)

ABP. Área Básica Policial (área territorial donde una comisaría presta los servicios policiales básicos)
- USC. Unidad de Seguridad Ciudadana (proteger y prestar auxilio, vigilar, prevenir y mantener el orden son algunas de sus funciones). Del jefe de USC dependen el jefe de turno el cual es el responsable del escamot de trabajo de ese turno y el jefe de la OAC (oficina de atención al ciudadano).
- Unidad de Investigación (policía judicial). De esta unidad dependen el grupo de investigación y el grupo de policía científica.

## Armamento

### Pistolas semiautomáticas
| Nombre             | Imagen | Origen   | Tipo                   | Munición                     | Fabricante       |
| ------------------ | ------ | -------- | ---------------------- | ---------------------------- | ---------------- |
| FN Five-seveN      |        | Bélgica  | Pistola semiautomática | 5,7 × 28 mm                  | FN Herstal       |
| Glock 17           |        | Austria  | Pistola semiautomática | 9 × 19 mm Parabellum         | Glock Ges.m.b.H. |
| Heckler & Koch USP |        | Alemania | Pistola semiautomática | 9 × 19 mm Parabellum         | Heckler & Koch   |
| Heckler & Koch P30 |        | Alemania | Pistola semiautomática | 9 × 19 mm Parabellum .40 S&W | Heckler & Koch   |
| Walther P99        |        | Alemania | Pistola semiautomática | 9 × 19 mm Parabellum .40 S&W | Carl Walther     |

### Subfusiles
| Nombre               | Imagen | Origen   | Tipo                                      | Munición                                                          | Fabricante       |
| -------------------- | ------ | -------- | ----------------------------------------- | ----------------------------------------------------------------- | ---------------- |
| Heckler & Koch MP5   |        | Alemania | Subfusil                                  | 9 × 19 mm Parabellum                                              | Heckler & Koch   |
| Heckler & Koch MP7   |        | Alemania | Subfusil Arma de defensa personal         | HK 4,6 × 30 mm                                                    | Heckler & Koch   |
| FN P90               |        | Bélgica  | Subfusil Arma de defensa personal Bullpup | 5,7 × 28 mm                                                       | FN Herstal       |
| HK UMP               |        | Alemania | Subfusil                                  | .40 S&W .45 ACP 9 x 19 mm Parabellum                              | Heckler & Koch   |
| Brügger & Thomet APC |        | Suiza    | Subfusil                                  | 5,56 x 45 mm OTAN 9 × 19 mm Parabellum 10 mm Auto .40 S&W .45 ACP | Brügger & Thomet |

### Fusiles de cerrojo
| Nombre     | Imagen | Origen | Tipo             | Munición          | Fabricante |
| ---------- | ------ | ------ | ---------------- | ----------------- | ---------- |
| CETME FR-8 |        | España | Fusil de cerrojo | 7,62 × 51 mm OTAN | CETME      |

### Fusiles de asalto
| Nombre             | Imagen | Origen   | Tipo            | Munición          | Fabricante     |
| ------------------ | ------ | -------- | --------------- | ----------------- | -------------- |
| Heckler & Koch G36 |        | Alemania | Fusil de asalto | 5,56 × 45 mm OTAN | Heckler & Koch |
| FN SCAR-L          |        | Bélgica  | Fusil de asalto | 5,56 × 45 mm OTAN | FN Herstal     |

### Fusiles de combate
| Nombre               | Imagen | Origen   | Tipo             | Munición          | Fabricante     |
| -------------------- | ------ | -------- | ---------------- | ----------------- | -------------- |
| FN SCAR-H            |        | Bélgica  | Fusil de combate | 7,62 × 51 mm OTAN | FN Herstal     |
| Heckler & Koch HK417 |        | Alemania | Fusil de combate | 7,62 × 51 mm OTAN | Heckler & Koch |

### Fusiles de francotirador
| Nombre              | Imagen | Origen      | Tipo                           | Munición        | Fabricante             |
| ------------------- | ------ | ----------- | ------------------------------ | --------------- | ---------------------- |
| Heckler & Koch PSG1 |        | Alemania    | Fusil de francotirador         |                 | Heckler & Koch         |
| DSR-1 Precision     |        | Alemania    | Fusil de francotirador Bullpup |                 | DSR-precision GmbH     |
| Sako TRG-22         |        | Finlandia   | Fusil de francotirador         | .308 Winchester | SAKO                   |
| AW-AWP              |        | Reino Unido | Fusil de francotirador         |                 | Accuracy International |

### Escopetas
| Nombre                | Imagen | Origen         | Tipo                  | Calibre               | Fabricante                              |
| --------------------- | ------ | -------------- | --------------------- | --------------------- | --------------------------------------- |
| Remington 870         |        | Estados Unidos | Escopeta de corredera | Calibre 12 (18,53 mm) | Remington Arms                          |
| Franchi PA6           |        | Italia         | Escopeta de corredera | Calibre 12 (18,53 mm) | Franchi S.p.A.                          |
| Fabarm SDASS Tactical |        | Italia         | Escopeta de corredera | Calibre 12 (18,53 mm) | Fabarm-Fabbrica Bresciana Armi (S.P.A.) |

### Lanzagranadas y lanzadores de proyectiles
| Nombre | Imagen | Origen | Tipo                                    | Munición                        | Fabricante       |
| ------ | ------ | ------ | --------------------------------------- | ------------------------------- | ---------------- |
| GL06   |        | Suiza  | Lanzagranadas y lanzador de proyectiles | Proyectiles y granadas de 40 mm | Brügger & Thomet |

## Vehículos
Los vehículos de los mozos son los siguientes; los automóviles SEAT Tarraco, SEAT Ateca , SEAT Arona y las furgonetas Ford Transit, Volkswagen Crafter, Mercedes-Benz Vito y Mercedes-Benz Sprinter, la camioneta Ford Ranger, la motocicleta BMW R1250RT y los helicópteros de la empresa Airbus Helicopters entre demás vehículos operativos.

### Automóviles
| Nombre              | Imagen | Origen         | Segmento   | Tipo                          | Fabricante               |
| ------------------- | ------ | -------------- | ---------- | ----------------------------- | ------------------------ |
| SEAT Tarraco        |        | España         | Segmento D | Vehículo utilitario deportivo | SEAT                     |
| SEAT Ateca          |        | España         | Segmento C | Vehículo utilitario deportivo | SEAT                     |
| Ford Kuga           |        | Estados Unidos | Segmento C | Vehículo todoterreno          | Ford Motor Company       |
| SEAT Arona          |        | España         | Segmento B | Vehículo utilitario deportivo | SEAT                     |
| Nissan Leaf         |        | 🇯🇵 Japón       | Segmento C | Vehículo utilitario deportivo | Nissan Motor Co.         |
| Cupra Born          |        | España         | Segmento C | Vehículo utilitario deportivo | Cupra                    |
| Toyota Land Cruiser |        | 🇯🇵 Japón       | Segmento C | Vehículo todoterreno          | Toyota Motor Corporation |

### Camionetas
| Nombre      | Imagen | Origen         | Tipo      | Fabricante         |
| ----------- | ------ | -------------- | --------- | ------------------ |
| Ford Ranger |        | Estados Unidos | Camioneta | Ford Motor Company |

### Furgonetas
| Nombre                 | Imagen | Origen         | Tipo      | Fabricante         |
| ---------------------- | ------ | -------------- | --------- | ------------------ |
| Ford Transit           |        | Estados Unidos | Furgoneta | Ford Motor Company |
| Mercedes-Benz Sprinter |        | Alemania       | Furgoneta | Mercedes-Benz      |
| Mercedes-Benz Vito     |        | Alemania       | Furgoneta | Mercedes-Benz      |
| Volkswagen Crafter     |        | Alemania       | Furgoneta | Volkswagen         |

### Motocicletas
| Nombre      | Imagen | Origen   | Tipo        | Fabricante   |
| ----------- | ------ | -------- | ----------- | ------------ |
| BMW R1250RT |        | Alemania | Motocicleta | BMW Motorrad |

### Helicópteros
| Helicópteros                        | Helicópteros | Helicópteros  | Helicópteros         | Helicópteros | Helicópteros       |
| Aeronave                            | Fotografía   | Origen        | Tipo                 | Unidades     | Fabricante         |
| ----------------------------------- | ------------ | ------------- | -------------------- | ------------ | ------------------ |
| Eurocopter AS355 Ecureuil 2         |              | Unión Europea | Helicóptero policial | 1            | Airbus Helicopters |
| Airbus Helicopters H135-P2          |              | Unión Europea | Helicóptero policial | 1            | Airbus Helicopters |
| Airbus Helicopters H135-T3 Helionix |              | Unión Europea | Helicóptero policial | 1            | Airbus Helicopters |

### Embarcaciones
El Área Marítima de los Mozos de Escuadra, cuenta con varias embarcaciones tales como motos de agua y embarcaciones semirrígidas repartidas en las diferentes bases navales. 

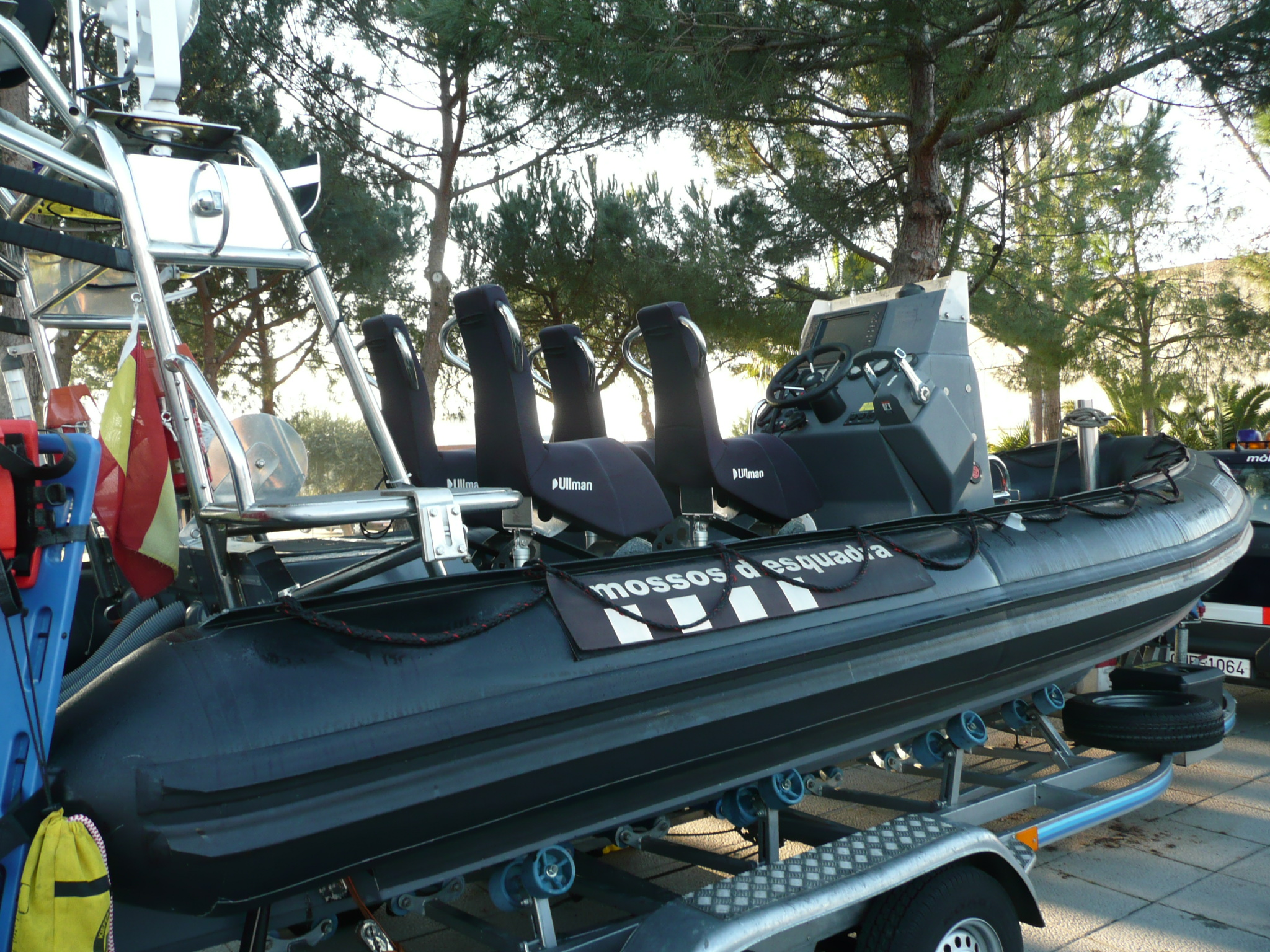
Embarcación semirrígida.

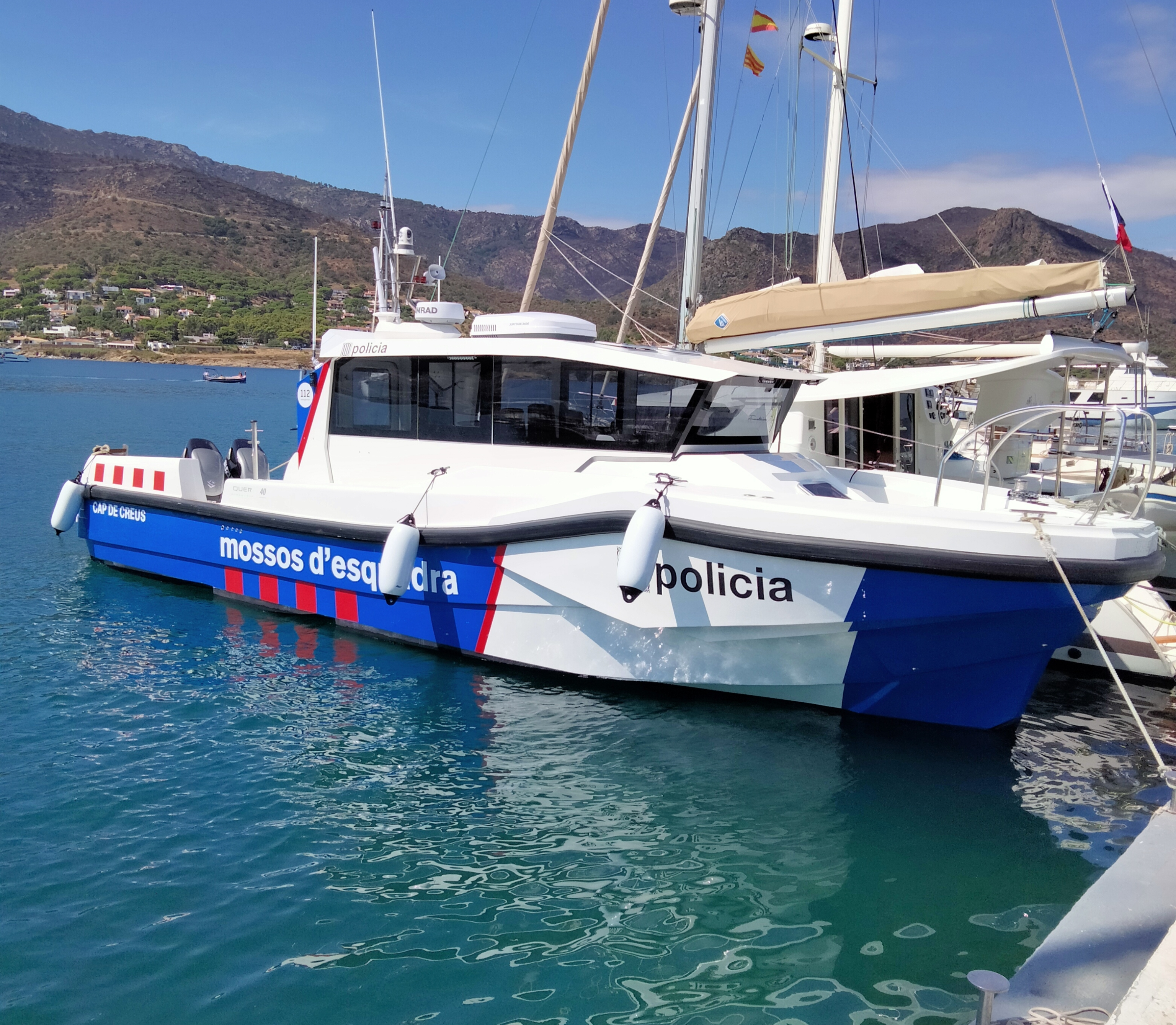
Embarcación patrullera "Cap de Creus".

El Área Marítima dispone de tres embarcaciones patrulleras, adquiridas en el año 2021, con las siguientes características:
| Marca                               | Quer                                                            |
| Eslora                              | 12,83 metros.                                                   |
| Manga                               | 3,53 manga.                                                     |
| Peso                                | 7,8 toneladas.                                                  |
| Calado                              | Menos de 0,69 metros.                                           |
| Capacidad (tripulación + pasajeros) | 6 personas.                                                     |
| Potencia motor                      | 2 motores fueraborda de 350 CV.                                 |
| Velocidad                           | 50 nudos de velocidad máxima. 40 nudos de velocidad de crucero. |
| Nombres                             | "Cap de Creus", "Josefina Castellví" y "Narcís Monturiol".      |

## Polémicas y causas judiciales
En 2008 la Audiencia de Barcelona condenó a seis años y siete meses de cárcel a tres mozos de escuadra por las torturas y lesiones provocadas a un detenido confundido con un delincuente. En 2009 la pena fue rebajada por el Tribunal Supremo. En 2012 el Gobierno concedió un indulto parcial.
En 2016 seis agentes fueron sentenciados a dos años de cárcel por la muerte de una persona a la que redujeron de forma violenta y desproporcionada en el barrio del Raval.
En 2017 el mayor de los Mozos de Escuadra, Josep Lluís Trapero, fue cesado en aplicación del artículo 155 de la Constitución. También se abrió una investigación a responsables de la seguridad de la Generalidad por el rol que jugó el cuerpo durante los hechos del 1 de octubre de 2017.
En 2018 salió a la luz un caso de supuesto espionaje de Mozos de Escuadra a personalidades vinculadas a la prensa y la política. Dicha acusación fue desmentida, al ser archivadas las querellas correspondientes, en enero del año siguiente.
En agosto de 2024, Carles Puigdemont, el expresidente catalán, regresó a España tras casi siete años de estar prófugo de la justicia. Apareció en un acto público en Barcelona, pero posteriormente se dio a la fuga, eludiendo su captura por parte de las autoridades. Los Mozos de Escuadra reactivaron el operativo "Jaula" para intentar localizarlo, estableciendo controles en toda Cataluña, pero sin éxito. Este suceso generó una gran controversia en España.